# Aydon Castle

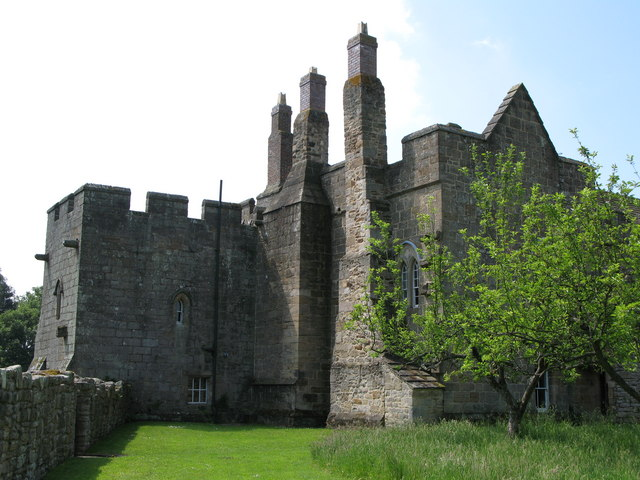
Aydon Castle

Aydon Castle, früher auch oft Aydon Hall genannt, ist ein befestigtes Herrenhaus im Dorf Aydon bei Corbridge in der englischen Grafschaft Northumberland. Es gilt als Scheduled Monument und English Heritage hat es als historisches Gebäude I. Grades gelistet.

## Details
Dokumente zeigen, dass an dieser Stelle zunächst ein Haus aus Holz errichtet wurde. Das Herrenhaus ließ dann Robert de Reymes, ein reicher Kaufmann aus Suffolk, ab 1296 anschließend an das steile Tal von Cor Burn errichten. Damals bestand das Gebäude aus einem zweistöckigen Hallenhaus mit Solar (ein Saal zur Nutzung durch die Familie des Besitzers), Speisesaal und einer Küche im Obergeschoss. Im Jahre 1305 erhielt er eine königliche Erlaubnis zur Befestigung seines Herrenhauses (engl.: „Licence to crenellate“) und ließ Zinnen aufsetzen und das Anwesen mit einer Kurtine einfrieden. Das Haus wurde von den Schotten 1315 und erneut 1346 eingenommen. Mitte des 16. Jahrhunderts wurde das Herrenhaus renoviert und Mitte des 17. Jahrhunderts in einen Bauernhof umgewandelt. Bis 1966 blieb es anschließend als Bauernhof in Gebrauch und dann renoviert und sein mittelalterliches Erscheinungsbild wieder hergestellt. Es wird von English Heritage verwaltet.